# Commanderie d'Orangis
La commanderie d'Orangis est une commanderie templière avant de devenir une commanderie hospitalière qui se trouve à Orangis dans le département de l'Essonne et qui appartient au prieuré hospitalier du Temple.

## Les origines
Comme nous l'apprend une charte datant de 1194 de la reine Alix de France, le don fait par Fouques d'Orangis et Regnaut, son frère, de 60 arpents de terre en chargeant Bauduin, l'autre frère, de tenir leur maison d'Orangis pour douze deniers par an avec l'ensemble des terres, des bois et des prés à l'ordre du Temple. Quelques années plus tard les Templiers héritent de cette maison pour en faire la commanderie d'Orangis.
À partir du XIIIe siècle furent édifiées une commanderie et une ferme Templières à Ris qui furent rasées sur ordre de Louis XIV.

## La commanderie
Lors de la dévolution des biens de l'ordre du Temple en 1312, les Hospitaliers de l'ordre de Saint-Jean de Jérusalem récupèrent l'ensemble des biens. Le prieur bénéficiait de la haute, moyenne et basse justice.
Les terres d'Orangis avaient une contenance de 140 arpents et ses revenus s'élevait à 80 livres en 1558, 600 livres en 1666 et 800 livres en 1733.

## Sources
- Eugène Mannier, Les commanderies du grand prieuré de France d'après les documents inédits conservés aux archives nationales à Paris, Paris, 1872 (lire en ligne)